# Aeroportul Devonport
Aeroportul Devonport (IATA: DPO, ICAO: YDPO) este un aeroport din Tasmania, Australia ce deservește zona Devonport⁠(d). Aeroportul a fost tranzitat în 2022 de 97.672 de pasageri. A fost numit după zona deservită.
Situat la o altitudine de 8 m, aeroportul dispune de o singură pistă. Este operat de Tasmanian Ports Corporation⁠(d).